# Stari Grad Žumberački
Stari Grad Žumberački je naseljeno mjesto u Republici Hrvatskoj u Zagrebačkoj županiji. 

## Zemljopis
Administrativno je u sastavu općine Žumberak. Naselje se proteže na površini od 4.44 km².

## Stanovništvo
Prema popisu stanovništva iz 2001. godine u naselju Stari Grad Žumberački žive 3 stanovnika i to u 2 kućanstva. Gustoća naseljenosti iznosi 0,68 st./km².
| broj stanovnika | 75    | 112   | 135   | 140   | 135   | 124   | 114   | 105   | 113   | 127   | 82    | 52    | 23    | 5     | 3     | 2     | 4     |
|                 | 1857. | 1869. | 1880. | 1890. | 1900. | 1910. | 1921. | 1931. | 1948. | 1953. | 1961. | 1971. | 1981. | 1991. | 2001. | 2011. | 2021. |

## Galerija
- Stari grad Žumberak